# HMS Anson (S123)
El HMS Anson (S123) es el quinto de los siete submarinos de ataque de propulsión nuclear de la clase Astute. Fue asignado a la Royal Navy en 2022.

## Construcción
Fue nombrado oficialmente el 11 de diciembre de 2020, salió del Devonshire Dock Hall el 19 de abril de 2021, y se botó el 20 de abril de 2021. Completó su primera inmersión de práctica en un muelle el 14 de febrero de 2022. Fue puesta en servicio el 31 de agosto de 2022 antes de comenzar las pruebas en el mar en una ceremonia en Barrow-in-Furness el 31 de agosto de 2022. Su apostadero será la HM Naval Base Clyde de Faslane.